# Onocolus pentagonus
Onocolus pentagonus är en spindelart som först beskrevs av Eugen von Keyserling 1880.  Onocolus pentagonus ingår i släktet Onocolus och familjen krabbspindlar. Inga underarter finns listade i Catalogue of Life.